# Конформное пространство
Конфо́рмное простра́нство — евклидово пространство, дополненное одной несобственной, то есть бесконечно удаленной, точкой.
Конформное пространство изучается в конформной геометрии, при этом в конформном пространстве задается фундаментальная группа, состоящая из точечных преобразований, переводящих сферы (в двумерном пространстве — окружности) в сферы. Тогда с помощью стереографической проекции конформное пространство можно отобразить на абсолют той же размерности проективного пространства размерности на единицу больше с гиперболической метрикой, а фундаментальная группа конформной геометрии изоморфна группе гиперболических движений этого проективного пространства.
Наличие одной несобственной точки в конформном пространстве обеспечивает взаимную однозначность его стереографической проекции. В результате при преобразованиях конформной группы несобственная точка может переходить в обычную точку пространства. Поэтому говорят, что в конформном пространстве сфера неразличима с плоскостью (в двумерном пространстве окружность неразличима с прямой), поскольку в этом пространстве плоскость — это сфера, проходящая через несобственную точку.